# زهير طوله
زهير هاشم طوله هو فنان تشكيلي سعودي. وهو عضو بيت الفوتوغرافيين بالجمعية العربية السعودية للثقافة والفنون، كما أنه عضو في جمعية الفنون الأوروبية ببلجيكا، وعضو في جمعية “آي سي أس” للتصوير في سكرانتون بالولايات المتَّحدة الأمريكية.

## نشأة الفنان
من مواليد المدينة المنورة سنة 1968. نشأت أسرته في المدينة وعاش فيها حتى انتقل إلى جدة حيث يسكن هناك الآن. بدأت ميوله الفنية منذ سن مبكر صقلها بعد دورات في التصوير الزيتي على يد الأستاذ يوسف التهامي بالمركز السعودي للفنون التشكيلية بجدة من عام 1988 إلى 1990.
يذكر أن منسق أعمال الفنان زهير طوله بهجت يوسف جمال الدين قال عن زهير : لا تستطيع التحدث كثيراً عن زهير طوله فهو غامضا في حد ذاته كأعماله التي تدعو إلي التساؤل !
أقام طوله عدداً من معارضه في باريس واجداً التقدير كما منح العديد من الميداليات والأوسمة منها وسام الشرف لمدينة ليون ووسام الصداقة الفرنسية إضافة إلى درجة التقييم الاستثنائي مع كبار الفنانين العالميين في فرنسا وعدد من الجوائز المحلية وشهادات التقدير
يقول عنه الفنان البريفيسور عبدا لحليم رضوي إن زهير طوله واحد من الأسماء التي أخذت تطور أسلوبها بالبحث عن القيم الإنسانية بأسلوب تعبيري مسترسل تتراكم فيه الألوان وتتداخل فيه الخطوط التي تتحول إلى لغة تعبيرية تثير الانتباه لدى المتذوق مع ميل للتجريد والتنقيب عن الوسائل المعاصرة

## الوظائف التي عمل بها الفنان
عمل عضو ببيت التشكيلين بالرئاسة العامة لرعاية الشباب (الهيئة العامة للرياضة حاليا) بجدة.
عضو بيت الفوتوغرافيين بالجمعية العربية السعودية للثقافة والفنون بجدة.
عضو جمعية الفنون اللأوربية ببلجيكا.
عضو i c s للتصوير سكرانتون بالولايات المتحدة الأمريكية.
أستاذ التصوير الضوئي في نادي الأنجال للتصوير بجدة منذعام 1992
صاحب تجربة فنية خاصة في التشكيل الضوئي.

## المعارض التي شارك بها
- الجالية العربية في البرازيل1990

- المعرض الجماعي الثاني للفن المعاصر في المركز السعودي بجدة 1989
- المعرض الجماعي الرابع للفن المعاصر في المركز السعودي بجدة1996
- مهرجان التصوير الفوتغرافي الأول بالمركز السعودي بجدة1996
- معارض جاليري الجامعة بالاشتراك مع كبار الفنانين المعاصرين في فرنسا وألمانيا وسويسرا وبلجيكا سنة 2000
- انطباعات فرنسية مستوحاة من أعمال طوله وهي لطلاب المدرسة الفرنسية العالمية بجدةعام2000
- معرض ثلاثي جاليري رضا سمي بعصف جده عام2004
- معرض ثنائي جده عام2002 سمي ب(لازمان ولإمكان) ايكواسو بالبرازيل سنة 1991
- المعرض الأول لرواد الفن في التشكيل الضوئي في صالة أرابيسك بجدة1999

## المعارض الشخصية
- معرض أفراح الأسود والأصفر في قاعة المركز الثقافي الفرنسي بجدة 1996
- قصر الباكتيل مرسيليا بفرنسا 1997
- مساحات إنسانية أوتيليه ربفنوف مرسيليا بفرنسا 1997
- ما بعد السعفة الذهبية بجاليري سدين 1997
- أشلاء في إطار ذهبي بجاليري الجامعة ليون فرنسا 1998
- جولة في ربوع الوطن بصالة لكزس بجدة 1999
- مجموعة 2000 بقاعة المركز الثقافي الفرنسي بجدة 1999
- مجموعة إنسان برعاية مؤسسة الفن النقي بالمتحف الوطني بالرياض 2001
- برست كارد ربفنوف مرسيليا بفرنسا 2002
- المعرض الدائم لافواـكوفي شوب بجدة 2004
- المعرض الدائم قصر جوليه حمص ـ سوريا 2005
- زاوية غاليري الشام ـ سوريا 2005
- معرض خدود الأرض 2006

## الجوائزالتي حاز عليها
- حاز على السعفة الذهبية الاوربية للفنون عام 1997ببلجيكا[1]
- منح استاج فني خاص على يد بعض الفنانين المتخصصين في فرنسا 1995
- حاز على وسام الشرف لليون وأعمدة المدينة عام 1998+ليون فرنسا
- وسام الصداقة الفرنسي الميدالية البرونزية لقصر الباجاتيل مرسيليا بفرنسا
- درجة التقييم عام1999artsالاستثنائي من 99 مع كبارالفنانين المعاصرين بفرنسا (arts actuality99)
- شهادة امتياز كانسلريا من الجمعية الاوربية للفنون ببلجيكا
- درع المهرجان للتصوير الفوتوغرافي الأول مقدم من سلطان بن سلمان بالمركز السعودي بجدة
- درع تقدير عن معرض التشكيل الضوئي من مدارس الانجال بجدة
- شهادة تقدير من بيت الفوتغرافيين بالجمعية العربية السعودية للثقافة والفنون بجدة
- شهادة تقدير 1999للتصوير من مدارس الانجال الخاصة بجدة